# Von Wafer
Vakeaton Quamar Wafer, conhecido também como Von Wafer, nasceu no dia 21 de Julho de 1985 na cidade de Homer, Louisiana. É um jogador de basquetebol profissional de nacionalidade norte americana que atualmente defende o Boston Celtics da National Basketball Association.